# Anthony Mackie

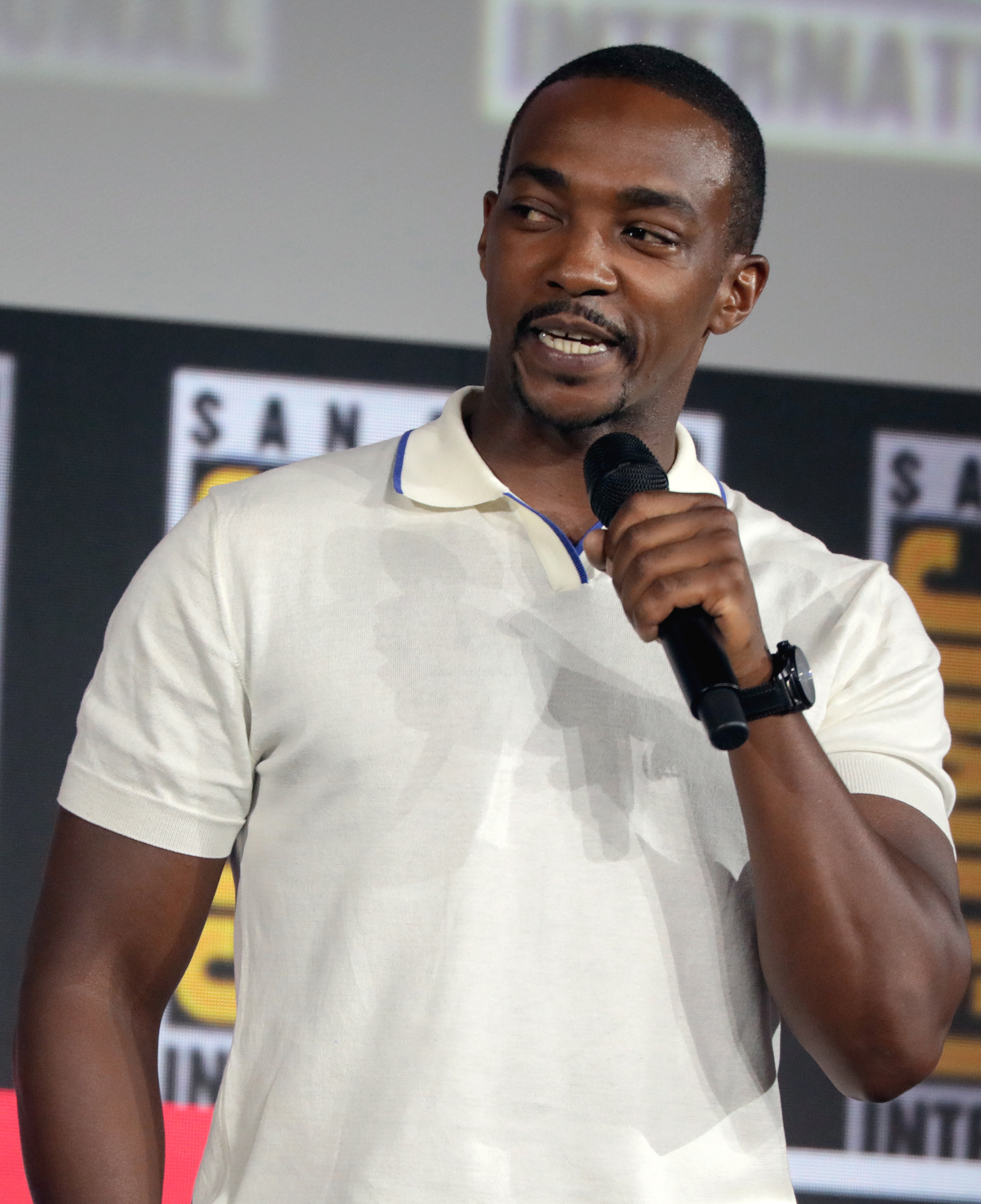
Anthony Mackie (2019)

Anthony Dwane Mackie (* 23. September 1978 in New Orleans, Louisiana) ist ein US-amerikanischer Schauspieler.

## Leben
Mackie wurde in New Orleans im US-Bundesstaat Louisiana geboren. Er besuchte die New Orleans Center for Creative Arts und später die Juilliard School.
Nach einigen Theaterrollen (er hat u. a. mit Don Cheadle zusammen gespielt) bekam Mackie 2003 seine erste große Rolle in dem Independentfilm Brother to Brother, der sich mit den Problemen eines homosexuellen Afroamerikaners, gespielt von Mackie, auseinandersetzt. Es folgten Rollen in Filmen wie 8 Mile, Spike Lees She Hate Me, Clint Eastwoods Million Dollar Baby, Das Gesicht der Wahrheit mit Samuel L. Jackson und der Rapper-Biografie Notorious B.I.G., in der er den Rap-Musiker Tupac Shakur spielt.
Seinen bis dahin größten Erfolg hatte Mackie in Kathryn Bigelows mehrfach ausgezeichnetem Kriegsdrama Tödliches Kommando – The Hurt Locker. Hier spielt Mackie ein Mitglied eines Bombenentschärfungsteams, das in einem Krisengebiet im Irak stationiert ist. Für seine Darstellung wurde er u. a. für den Screen Actors Guild Award nominiert, den Image Award und Black Reel Award ausgezeichnet.
In der 2014 erschienenen Comicverfilmung The Return of the First Avenger war Mackie an der Seite von Chris Evans in der Rolle des Samuel Wilson/Falcon zu sehen. Dieselbe Rolle übernahm er auch in den Filmen Avengers: Age of Ultron, Ant-Man (beide 2015), The First Avenger: Civil War (2016) Avengers: Infinity War (2018), Avengers: Endgame (2019) und in der 2021 erschienenen Serie The Falcon and the Winter Soldier.

## Synchronstimme
Mackie hat derzeit keine feste Synchronstimme, wird aber meistens von Stefan Günther, Jan-David Rönfeldt und Dennis Schmidt-Foß gesprochen.

## Filmografie (Auswahl)
- 2002: 8 Mile
- 2003: Criminal Intent – Verbrechen im Visier (Law & Order: Criminal Intent, Fernsehserie, Episode 3x05)
- 2003: Crossing
- 2003: Hollywood Cops (Hollywood Homicide)
- 2004: Brother to Brother
- 2004: Der Manchurian Kandidat (The Manchurian Candidate)
- 2004: She Hate Me
- 2004: Sucker Free City
- 2004: Haven
- 2004: Million Dollar Baby
- 2005: Cool & Fool – Mein Partner mit der großen Schnauze (The Man)
- 2006: Das Gesicht der Wahrheit (Freedomland)
- 2006: Half Nelson
- 2006: Heaven’s Fall
- 2006: Sie waren Helden (We Are Marshall)
- 2006: Crossover
- 2007: Ascension Day
- 2008: Eagle Eye – Außer Kontrolle (Eagle Eye)
- 2008: Tödliches Kommando – The Hurt Locker (The Hurt Locker)
- 2009: Wüstenblume (Desert Flower)
- 2009: Notorious B.I.G.
- 2011: Der perfekte Ex (What’s Your Number?)
- 2011: Der Plan (The Adjustment Bureau)
- 2011: Real Steel
- 2012: Ein riskanter Plan (Man on a Ledge)
- 2012: Abraham Lincoln Vampirjäger (Abraham Lincoln: Vampire Hunter)
- 2013: Gangster Squad
- 2013: Mister & Pete gegen den Rest der Welt (The Inevitable Defeat of Mister & Pete)
- 2013: Pain & Gain
- 2013: Inside Wikileaks – Die fünfte Gewalt (The Fifth Estate)
- 2013: Runner Runner
- 2014: Repentance
- 2014: The Return of the First Avenger (Captain America: The Winter Soldier)
- 2014: Black or White
- 2014: Shelter
- 2014: Playing It Cool
- 2015: Avengers: Age of Ultron
- 2015: Ant-Man
- 2015: Die Wahlkämpferin (Our Brand Is Crisis)
- 2015: Alle Jahre wieder – Weihnachten mit den Coopers (Love the Coopers)
- 2015: Die Highligen Drei Könige (The Night Before)
- 2016: Triple 9
- 2016: The First Avenger: Civil War (Captain America: Civil War)
- 2016: Der lange Weg (All the Way, Fernsehfilm)
- 2017: Detroit
- 2018: Avengers: Infinity War
- 2018: The Hate U Give
- 2019: Io
- 2019: Avengers: Endgame
- 2019: Point Blank
- 2019: Miss Bala
- 2019: Black Mirror (Fernsehserie, Episode 5x01)
- 2019: Jean Seberg – Against all Enemies (Seberg)
- 2019: Synchronic
- 2020: Altered Carbon – Das Unsterblichkeitsprogramm (Altered Carbon, Fernsehserie, 8 Episoden)
- 2020: The Banker
- 2021: The Woman in the Window
- 2021: Outside the Wire
- 2021: The Falcon and the Winter Soldier (Fernsehserie, 6 Episoden)
- 2023: We Have a Ghost
- 2023: If You Were the Last
- 2023: Ghosted
- seit 2023: Twisted Metal (Fernsehserie)
- 2024: Elevation (auch als Produzent)
- 2024: What If…? (Fernsehserie, Episode 3x01)
- 2025: Captain America: Brave New World
- 2025: The Electric State (Stimme)